# Wolfgang Lotz

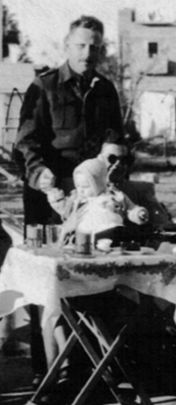
Wolfang Lotz in 1950

Wolfgang Lotz of onder zijn Hebreeuwse naam Zeev Gur Arie (Mannheim, 1921 - München, 1993) was een Duits-Israëlisch spion. 
Samen met zijn echtgenote Waldraut Neumann, was hij actief in Egypte in de jaren 1960.

## Jeugd
Lotz had een Joodse moeder en een niet-Joodse vader, die gescheiden waren in 1931. Hoewel Lotz halachisch Joods is, stond zijn moeder zo ver van het jodendom af dat hij geen briet mila had ondergaan. In 1933, toen Adolf Hitler aan de macht kwam, vluchtten moeder en zoon naar het Brits Mandaatgebied Palestina. 
Hij leerde aan de landbouwkundige kostschool in Ben Shemen, waar hij verknocht raakte aan paarden en paardensport. Op 15-jarige leeftijd werd hij lid van de Hagana, waarna hij ook werd ingezet voor de beveiliging van de afgelegen school en de busroute ernaartoe. Hij sprak inmiddels behalve Duits, uitstekend Arabisch, Engels en Hebreeuws.

## In Britse en Israëlische dienst
Tijdens de aanvang van de Tweede Wereldoorlog vocht hij, zoals vele Joodse Palestijnen, met het Britse leger in Noord-Afrika. Het Britse leger maakte uitstekend gebruik van zijn talenkennis. Hierna verbleef hij enige tijd in Egypte. Na zijn terugkeer in Palestina, deed hij mee aan de wapensmokkel van de Hagana. Tijdens de Israëlische onafhankelijkheidsoorlog was hij al officier. Hij vocht bij Latrun, dicht bij zijn middelbare school in Ben Shemen.
In de Suezcrisis van 1956 gaf hij leiding aan een infanteriebataljon. Hierna kwam hij te werken voor de militaire inlichtingendienst ("Aman"), die ook geïnteresseerd was in zijn vele talenten en het feit dat hij onbesneden was. 
In 1959 werd Lotz uitgezonden naar Duitsland om een "cover"-verhaal te ontwikkelen voor spionage. Volgens dit verhaal was hij een Duits zakenman die in de Wehrmacht in Noord-Afrika had gestreden, dus de andere partij dan waarin hij feitelijk had gestreden. (Hij kende evenwel de verhalen van de Wehrmachtsoldaten, omdat hij hun verhoorde in dienst van de Britten.) Hij zou 11 jaar in Australië hebben verbleven waar hij zich zou hebben toegelegd op paardenfokken en -sport. Hij zou terug zijn gekeerd naar Egypte om er een paardensportbedrijf op te zetten. De keuze op paardensport lag niet alleen in het verlengde van zijn eigen voorliefde, maar zou hem ook in staat stellen met Egyptische militaire en politieke leiders in aanraking te komen.

## Spionageperiode
In 1960 vertrok hij naar Egypte waar hij paardensportclubs begon te bezoeken. Hij maakte snel kennis met vooraanstaande Egyptenaren, waaronder een vriendschap met het hoofd van de Egyptische politie die hem ook bij anderen introduceerde. Hij gedroeg zich gul en sprak zich vaak antisemitisch, anti-Israëlisch en pro-Nazisme uit, tot genoegen van zijn gezelschap. 
Na een half jaar keerde hij terug naar Frankrijk voor ontmoetingen met zijn contactpersonen van de Mossad (de Israëlische geheime dienst). Bij zijn terugkeer, per trein, naar Egypte nam hij een zender mee. Nog tijdens deze treinreis ontmoette hij de Duitse Waltraud Neumann. Het was liefde op het eerste gezicht. Zij reisde met hem mee naar Egypte. Later trouwde hij met haar. Dit zette kwaad bloed bij zijn meerderen omdat hij getrouwd was in Israël en bigamie er verboden is, bovendien waren dit de eerste signalen van zijn ongehoorzaamheid. Evenwel besloot men in deze fase de missie niet meer te stoppen. 
Terug in Egypte zette Lotz zijn bedrijf op en de informatie begon toe te stromen. Zijn nieuwe vrouw had heel snel door waar hij zich mee bezighield en werkte met hem mee. Hij ging af en toe terug naar Frankrijk voor ontmoetingen. De Israëliërs waren zeer bezorgd over zijn verspilling en uitbundig drinken (zij noemden hem nu de champagnespion), maar zeer tevreden met de informatie die hij wist in te winnen. Door het vertrouwen dat hij had bij sleutelfiguren in het Egyptische leger, kon hij belangrijke strategische informatie over onder meer zwaar bewaakte bases bij het Suezkanaal inwinnen. De strategische informatie die hij aan Israël doorgaf voor de Zesdaagse Oorlog was zeer waardevol.

## In Egyptische gevangenschap en slot
In 1965 werden Lotz en Neumann gearresteerd. Aanleiding was het ontdekken van de geheime zender waarna Lotz tot levenslang met dwangarbeid werd veroordeeld. Neumann kreeg drie jaar opgelegd. In 1968 werd Lotz vrijgelaten als gevolg van het vrijlaten door Israël van zo'n zesduizend tijdens de Zesdaagse Oorlog gevangengenomen Egyptische soldaten. 
Lotz en Neumann woonden 5,5 jaar in mosjav Ganot bij Tel Aviv. Hierna overleed Neumann aan een ziekte die zij opliep door het martelen door de Egyptenaren. Na haar overlijden verhuisde Lotz terug naar Duitsland. Hij kwam op 72-jarige leeftijd in München te overlijden en werd begraven in Israël.